# Higashiura
Higashiura (japanska: 東浦町?, Higashiura-chō) är en landskommun i Aichi prefektur i Japan. Kommunen ligger cirka 25 km söder om Nagoya.